# Mens, Isère
Mens är en kommun i departementet Isère i regionen Auvergne-Rhône-Alpes i sydöstra Frankrike. Kommunen ligger i kantonen Mens som tillhör arrondissementet Grenoble. År 2022 hade Mens 1 431 invånare.

## Befolkningsutveckling
Antalet invånare i kommunen Mens
Referens:INSEE